# We Young (canção)
"We Young" é uma canção do Chanyeol e Sehun. A canção foi lançada em 14 de setembro de 2018 pela SM Entertainment através da Station X 0, spin-off da SM Station.

## Antecedentes e lançamento
Em 3 de setembro de 2018, foi anunciado que Chanyeol e Sehun, membros do EXO, realizariam uma colaboração chamada "We Young" para a Station x 0 e que seu lançamento seria em 14 de setembro.
Produzida por Joe Foster, Anthony Russo e MZMC, "We Young" é descrita como uma faixa de hip hop com um riff de piano animado. As letras trazem uma mensagem de esperança de que todos os jovens possam se amar do jeito que são e ir em busca do que eles realmente querem seguir na vida. Finalmente, em 14 de setembro foi lançado.

## Vídeo musical
Em 13 de setembro, um teaser do videoclipe foi publicado. No dia seguinte, o vídeo foi oficialmente publicado. O videoclipe é brilhante e animado para acompanhar as letras esperançosas e todo mundo que vê é capaz de sentir a energia positiva que emana dos dois membros do EXO.

## Lista de faixas
| N.º            | Título                    | Letras         | Música                                          | Arranjo        | Duração |  |
| 1.             | "We Young"                | Penomeco       | Joe Foster Anthony Russo MZMC                   | Joe Foster     | 03:01   |  |
| 2.             | "We Young" (Versão china) | Shim Baek-saek | Joe Foster Anthony Russo MZMC                   | Joe Foster     | 03:01   |  |
| 3.             | "We Young" (Inst.)        |                | Ludvig Evers Jin Bo G.Soul Loco Jonatan Gusmark | Joe Foster     | 03:01   |  |
| Duração total: | Duração total:            | Duração total: | Duração total:                                  | Duração total: | 09:03   |  |

## Gráficos
| Gráfico (2018)                   | Melhores posições |
| -------------------------------- | ----------------- |
| Coreia do Sul (Gaon Music Chart) | 72                |